# Kok Tobe
Kok-Tobe (kazakh : Көк-Төбе, russe : Кок-Тюбе, littéralement « mont vert » en français) est une montagne du Kazakhstan située dans la périphérie sud-est de la ville d'Almaty. Elle culmine à 1 130 mètres d'altitude.

## Activités

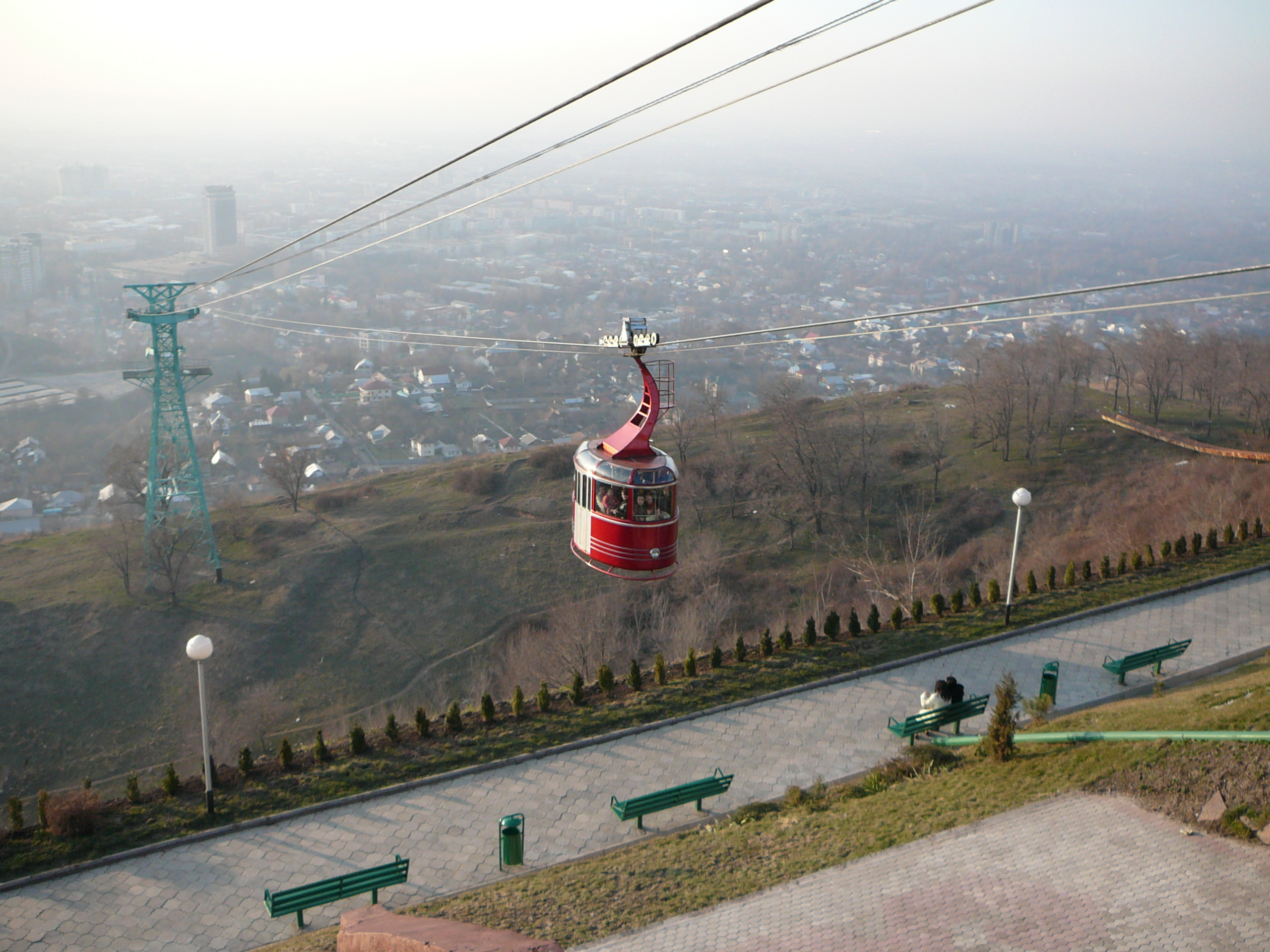
Une ancienne cabine du téléphérique (remplacée depuis par un système français de l'entreprise Poma).

C'est un lieu de loisirs populaire, on y trouve un petit parc zoologique et des attractions. Il porte aussi la tour de télévision d'Almaty, haute de 372 mètres. Le Kok-Tobe est relié au centre-ville par un téléphérique.